# فوندوشی
فوندوشی (به ژاپنی: 褌, ふんどし Fundoshi)، لباس زیر سنتی ژاپنی برای مردان بزرگسال است که از یک پارچهٔ دراز پنبه‌ای ساخته می‌شود. قبل از جنگ جهانی دوم، فوندوشی شکل اصلی لباس زیر برای مردان بالغ ژاپنی بود. با این وجود پس از جنگ با معرفی لباس‌های زیر جدید به بازار ژاپن، مانند شورت (اسلیپ) و شلوارک بوکس، به سرعت از کار افتاد.
امروزه، فوندوشی عمدتاً نه به عنوان لباس زیر بلکه به عنوان لباس جشنواره (ماتسوری) در هاداکا ماتسوری یا گاهی به عنوان لباس شنا استفاده می‌شود.